# Vrouwenhof (Weert)
Vrouwenhof is een uitbreiding van de wijk Leuken in de Nederlandse plaats Weert (provincie Limburg). De uitbreiding is gerealiseerd aan de oostzijde van Weert. Leuken is een voormalige buurtschap. Oorspronkelijk bestond Leuken uit twee buurtschappen: Leuken en Moesdijk. Tegenwoordig is Moesdijk een meer agrarisch gebied. De twee delen worden gescheiden door de Roermondseweg en het spoor, met daartussen verschillende bedrijven. Ten noorden van Leuken ligt het industrieterrein Leuken-Noord.
Vrouwenhof is gelegen binnen een karakteristiek gebied met kronkelende wegen, hoeves, weiden en open velden. Een hoge diversiteit aan bloemen en overig natuurschoon is terug te vinden in dit gebied. Bij de totstandkoming van het plan is rekening gehouden met de cultuurhistorische waarden en karakteristieken van de omgeving. Zo zijn de historische wegen, paden, groen- en watervoorzieningen gebruikt als basis.
In Vrouwenhof komen of staan verschillende soorten koop- en huurwoningen, zoals twee-onder-een-kapwoningen, rijtjeshuizen, eengezinswoningen, appartementen en zelfbouwkavels. Aangrenzend aan het woongebied is er een sport- en recreatiegebied gerealiseerd, waarin onder andere tennisclub Weert-Oost, schutterij St. Job, een speelweide, een hondenuitlaatterrein en een jeu-de-boulesbaan een plaats hebben gekregen. De verwachting is dat dit gebied in 2012 wordt uitgebreid met voetbalvereniging DESM.

## Spelling van de naam
De naam Vrouwenhof heeft al veel discussie veroorzaakt. Wordt de naam nu met of zonder "N" geschreven? Het enige antwoord is met de "N", dus VROUWENHOF. De verwarring is in het leven gekomen door lancering van de gezamenlijke website van de gemeente Weert en projectontwikkelaar Meulen. Aangezien de domeinnaam www.vrouwenhof.nl al geregistreerd was, is er gekozen voor het alternatief www.vrouwehof.nl. Ook in communicatie heeft Meulen telkens Vrouwehof aangehouden, daarentegen werd door de gemeente de naam Vrouwenhof gebruikt.
Uit onderzoek is gebleken dat voor beide namen iets te vinden is wat in relatie staat tot de omgeving.
Vrouwenhof: Hiermee wordt mogelijk gerefereerd aan aan de gelijknamige historische boerderij "De hoeve Vrouwenhof", die reeds is gesloopt.
Vrouwehof: In het gebied waar Vrouwenhof wordt ontwikkeld ligt een weg genaamd de "Onze lieve Vrouwehofweg". De vraag is alleen of er bij het benoemen van de straatnaam aan de Onze lieve Vrouwehofweg" niet al een fout is gemaakt. Het is aannemelijk dat deze weg vernoemd is naar de hoeve "Vrouwenhof".
Het lusthof: Mogelijk dat projectontwikkelaar in de communicatie heeft afgezien van de N aangezien Vrouwenhof associaties op zou roepen aan een "hof met veel vrouwen", vroeger ook wel als "lusthof" aangeduid, vol met dames van lichte zeden.

## De geschiedenis van het gebied
Het gebied waar nu de wijk Vrouwenhof is gelegen, ligt binnen een karakteristiek gebied met kronkelende wegen, hoeves, weides en open velden aan de oostzijde van de wijk Leuken. Een van deze hoeves was de hoeve Vrouwenhof. Hieraan heeft de wijk Vrouwenhof dan ook zijn naam te danken. Deze hoeve is ooit eigendom geweest van een Bossche familie die een belangrijke rol heeft gespeeld in de geschiedenis van Weert. In 1654 werd Johan Costerius door de Chimays benoemd tot schout van het land van Weert, Nederweert en Wessem. De katholieke Costerius was enkele jaren eerder met zijn gezin uit Den Bosch gevlucht, nadat die stad was ingenomen door de protestantse Frederik Hendrik. In Den Bosch bekleedden de leden van de familie ook al hoge bestuurlijke functies.
Als schout kreeg Johan Costerius het voor het zeggen in Weert en omgeving. Hij was niet alleen de vertegenwoordiger van de heer van Weert, hij was tevens openbaar aanklager, officier van justitie en uitvoerder van vonnissen. Verder benoemde hij de burgemeesters en schepenen en zorgde hij als rentmeester voor de inning van gelden en goederen voor zijn heer.
Ook financieel ging het Johan Costerius voor de wind. Hij kocht diverse boerderijen. Na zijn dood werd Johan in 1677 opgevolgd door Arnold. En deze werd in 1678 door keizer Leopold I van Oostenrijk in de adelstand verheven. Arnold mocht zich vanaf toen jonkheer Costerius de Boschhoven noemen.
Op 20 december 1659 werd de familie tegen betaling van 900 pattacons (ofwel ruim 3600 gulden) door vrouwe Magdalena van Egmont beleend met de Hoeve Vrouwenhof. Het is niet duidelijk of Johan of Arnold werd beleend met het goed. Hierover bestaan verschillende verhalen. Gezien het jaartal ligt het voor de hand dat het Johan Corterius is die werd beleend, aangezien hij destijds de Schout was. Uit onderzoek is gebleken dat dit een belangrijk bezit was voor de familie Corterius. Het omvatte meer dan 12 hectaren landbouwgrond. Bij de hoeve hoorde bovendien het "Vrouwenbosken" met een grootte van enkele hectaren, dat nabij de Moosdijk lag. Arnold Corterius raakte verwikkeld in langdurige processen met bestuurders van de buitenunie van Weert omdat hij weigerde de grondlasten als contributie en schatting voor de Vrouwenhof te betalen, daar hij de grond zogenaamd in leen hield. Vanaf circa 1681 tot 1716 werd er geprocedeerd voor verschillende gerechtelijke instanties. Costerius moest echter inbinden en vanaf 1705 werden de lasten betaald. 
Ondanks dat de familie Costerius een belangrijke rol hebben gespeeld in de geschiedenis van Weert zijn er maar weinig tastbare herinneringen aan deze familie. In de Paterskerk aan de Biest staat een grafsteen van de familie. Deze grafsteen heeft deccenia lang tegen de buitenmuur van de Paterskerk gestaan en later is hij ook nog verplaatst naar de ingang van het kerkhof. Naast de grafsteen is er voor zover bekend enkel nog een adelsbrief van de familie. 
De hoeve Vrouwenhof heeft in de geschiedenis later ook nog een andere, als de oorspronkelijke functie gehad. Een aanzienlijk deel van de heerlijkheid Weert was geen poorter van de stad Weert. De schutterijen concentreerden hun activiteiten op het gebied binnen de grachten, maar de hoeve Vrouwenhof bevindt zich niet binnen de grachten maar op het platteland. Aan de bescherming van de plattelandsbevolking tegen roversbenden en plunderende soldaten werd door het stadsbestuur weinig aandacht besteed. Enkel wanneer de stad er zelf hinder van ondervond werd er een enkele keer een actie op touw gezet om de bendes te verjagen.
In Weert werden er waarschijnlijk eerst in de eerste helft van de zeventiende eeuw schansen aangelegd voor alle gehuchten. Een exacte datum van oprichting van de Weerter schansen is niet bekend. De meeste schansen in Weert zullen dateren uit de jaren dertig van de zeventiende eeuw. Met betrekking tot de hoeve Vrouwenhof is bekend dat op 7 juli 1634 de mannen werd aangezegd te komen werken op de grote hoeve Vrouwenhof te Leuken. Ze moesten een gracht graven om zo van de hoeve een schans te maken. De schans in Leuken heette de Leukerschans. De meeste Weerter schansen kwamen op initiatief van de plaatselijke bevolking tot stand. Voor de aanleg van een schans was de toestemming van de heer van Weert of de magistraat noodzakelijk. De hoeve Vrouwenhof heeft nog lang bestaan.